# John Hagee
John Charles Hagee (nascido em 12 de abril de 1940) é um pastor e televangelista estadunidense. Ele fundou o Ministério John Hagee, que faz transmissões para os Estados Unidos e Canadá. Ele também é o fundador e presidente da organização cristã sionista Christians United for Israel (Cristãos Unidos por Israel).
Hagee atraiu polêmica por causa de seus comentários sobre a Igreja Católica, o povo judeu e o Islã, e a promoção da profecia da lua de sangue.

## Vida pregressa
Hagee nasceu em Baytown, Texas, em 12 de abril de 1940. Ele estudou na Southwestern Assemblies of God University, em Waxahachie, Texas, e obteve um bacharelado em ciências; depois estudou na Trinity University e obteve um segundo bacharelado em ciências. Ele também estudou administração educacional na University of North Texas e recebeu o título de mestre em 1966.
Ele tem um filho, Matt Hagee, que também é pastor.

## Carreira
Hagee fundou a Trinity Church em San Antonio, Texas em 1966, uma segunda Trinity Church em 1975 e a Cornerstone Church em 1975. A igreja adotou crenças pentecostais, incluindo literalismo bíblico, falar em línguas, cura divina, teologia da prosperidade e oposição absoluta ao aborto. Começando em 1981 em San Antonio, após a Operação Ópera, Hagee organizou eventos "Uma Noite para Honrar Israel" com o objetivo de demonstrar apoio ao Estado de Israel.
Hagee tem sido politicamente ativo. Em 1968, ele apoiou o democrata George Wallace em sua candidatura à presidência. Seu apoio incluiu a organização e mobilização de um movimento juvenil, denominado "Wallace Youth" ("Juventude Wallace").
Em 1996, Hagee falou em nome de Alan Keyes, candidato republicano às primárias presidenciais, o qual em 2004 perdeu as eleições para o Senado dos EUA em Illinois para Barack Obama. Em 2002, Hagee endossou o deputado estadual conservador John Shields, na candidatura malsucedida deste último para as primárias republicanas com vistas à cadeira do Distrito 25 no Senado do Texas. Hagee apelidou o oponente de Shields, o titular Jeff Wentworth, de "o mais pró-aborto" dos 181 legisladores em ambas as casas legislativas do Texas.
Em 7 de fevereiro de 2006, Hagee e cerca de 400 líderes de todas as comunidades cristãs e judaicas, formaram o Christians United for Israel (CUFI). A entidade faz lobby junto aos membros do Congresso dos Estados Unidos, usando uma postura bíblica para promover o sionismo cristão. Nessa altura, recebeu ameaças de morte pelo seu ativismo em nome do Estado de Israel e contratou guarda-costas para proteção.
Em 2008, Hagee apoiou o senador John McCain na disputa presidencial contra Barack Obama. Após o endosso de McCain por Hagee, surgiu um furor sobre as declarações feitas por Hagee que foram percebidas por alguns como anticatólicas e antissemitas. Após os comentários de Hagee, McCain distanciou-se publicamente de Hagee.
Hagee foi a principal fonte de financiamento do grupo sionista israelense Im Tirtzu, até cortar relações com a organização em 2013. Ele também é antiaborto e parou de doar dinheiro ao Centro Médico Hadassah de Israel quando este começou a oferecer o procedimento.
Em 2016, Hagee apoiou Donald Trump nas eleições presidenciais daquele ano.

## Pontos de vista

### LGBT
Em 2006, ele afirmou que o furacão Katrina foi um castigo de Deus por uma planejada parada do orgulho gay.

### Catolicismo
Hagee afirmou que o antissemitismo de Adolf Hitler derivava especialmente da sua formação católica, e também que Hitler era "um líder espiritual na Igreja Católica", bem como afirmou que a Igreja Católica sob o Papa Pio XII, encorajou o nazismo. Hagee também culpou a Igreja Católica por instigar a Idade das Trevas, alegando que ela permitiu que os Cruzados estuprassem e assassinassem impunemente. William Donohue, presidente da Liga Católica para os Direitos Civis e Religiosos, rejeitou os comentários e as explicações de Hagee dirigidos a eles. Em 12 de maio de 2008, após discussões com Donohue e outros líderes católicos, Hagee emitiu um pedido de desculpas, expressando pesar por "quaisquer comentários que os católicos tenham considerado prejudiciais". O pedido de desculpas foi aceito por William Donohue.

### Judeus
Hagee afirmou acreditar que a Bíblia ordena aos cristãos que apoiem o Estado de Israel.
O rabino reformista Eric Yoffie criticou Hagee por ser "extremista" na política israelense e por menosprezar outras religiões.
Hagee afirmou que Adolf Hitler nasceu de uma linhagem de "judeus mestiços amaldiçoados e genocidamente assassinos". Citando material da tradição judaica, ele afirmou que a perseguição aos judeus ao longo da história, incluindo implicitamente o Holocausto, se devia à desobediência de Deus por parte do povo judeu.
Em 2008, Hagee afirmou que o Anticristo será "um homossexual" e "parcialmente judeu, como foi Adolf Hitler" e também afirmou que uma referência em Jeremias 16:16 a "pescadores" e "caçadores", era um símbolo de motivação positiva (Herzl/sionismo) e negativa (Hitler/nazismo), respectivamente; ambos os homens foram enviados por Deus com o propósito de fazer com que os judeus retornassem a Israel, e ele sugeriu que o Holocausto foi desejado por Deus, porque a maioria dos judeus "ignorou" Herzl.

### Islamismo
Hagee fez comentários demonizadores sobre o Islã. Hagee afirmou que "o Islã não apenas tolera a violência; ele a comanda". Ele também afirmou que existe um contraste entre a "natureza violenta" do Islã e a "natureza amorosa" do Cristianismo, e que o Alcorão ensina, e os muçulmanos têm um mandato, para matar judeus e cristãos.

### Profecia da lua de sangue
Hagee e Mark Biltz promoveram a profecia da lua de sangue num livro de 2013. Os dois alegaram que uma tétrade lunar, iniciada com o eclipse lunar de abril de 2014, era um sinal do fim dos tempos conforme descrito na Bíblia; a tétrade terminou com o eclipse lunar de 27 a 28 de setembro de 2015. A previsão foi criticada por cientistas.

### Aquecimento global
Em 2007, Hagee afirmou não acreditar no aquecimento global, contrariando o consenso científico sobre as alterações climáticas, e também disse que vê o Protocolo de Quioto como uma "conspiração" que visa manipular a economia dos EUA.